# Cholitas luchadoras

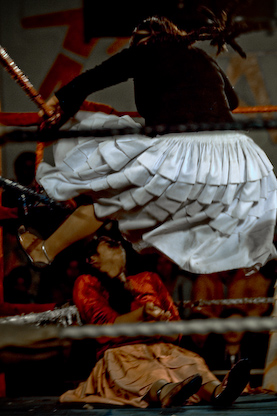
Cholita in Bolivien, 2008

Cholitas luchadoras nennt man in Bolivien die Aymara-Frauen (Cholita) die seit Beginn der 2000er Jahre sich im Wrestling üben. Sie kämpfen mit ihren traditionellen Petticoats und Bowler Hüten. In den Kämpfen stehen sich dann die técnicos (die Guten) und rudos (die Bösen) gegenüber. Es gibt aber auch Kämpfe mit Männern, die oft viel größer als die Frauen sind. Im Stil orientiert man sich am mexikanischen Wrestling (von dort wurde auch der Name der weiblichen Kämpfenden übernommen Luchadoras). Für die Frauen ist es oft ein Weg der Armut zu entkommen.
Mit Super Cholita erhielt 2007 dieser professionelle Sport auch in der Kunst Einzug, als der erste Band einer Comic-Zeitschrift mit der Titelheldin als Protagonistin erschien. 2016 erschien der dokumentarische Kurzfilm The Wrestling Cholita des Briten Harry Grace. Die Cholitas wurden 2020 vom neuseeländischen Fotografen Todd Antony in einer Bilderserie dokumentiert.